# Петар Ораховац
Петар Петров Ораховац је бугарски лекар и јавна личност, пионир организованог здравственог рада у Бугарској и председник Народне скупштине. Отац је академика, професора, доктора Димитра Ораховца, који је ректор Софијског универзитета.

## Биографија
Петар Ораховац рођен је 30. јануара 1857. године у Орахову, Османско царство, данас у Црној Гори, Кучка област. Следећи је закон у Русији. Године 1875 прекинуо студије и укључио се у устанак у Босни и Херцеговини 1875–1878, након чега је учествовао у српско-турском рату (1876). После рата се вратио у Русију и дипломирао медицину у Москви.
Насељен у Бугарску 1884. и радио је као окружни лекар у Кули, Ловечу, Видину и окружни лекар у Ловечу и Софији. Постављен је за директора Софијске општинске санитарне службе (1898), а 1901–1902. за директора Државне санитарне инспекције (1901-1902).
Петар Ораховац је међу оснивачима и руководиоцима Бугарског лекарског савеза. Године 1909–1910 је изабран за члана и председника Врховног лекарског савета. Од 1895. године водио прву школу за сестре милосрднице у Бугарској, а од 1900 био први управник болнице Црвеног крста (данас Болница „Николај Пирогов“). За време његове администрације почела су да се користе прва амбулантна возила за хитну помоћ. Учествовао у уређивању часописа „Медицина“, „Бугарски доктор“ и „Медицински прогрес“. Аутор је низа радова посвећених санитацији и покретач је првог здравственог законодавства у Бугарској.